# Jacqueline de Quattro
Jacqueline de Quattro, née le 24 juin 1960 à Zurich (originaire de Lausanne et binationale italo-suisse), est une personnalité politique suisse, membre du Parti libéral-radical. 
Elle est conseillère d'État du canton de Vaud de juillet 2007 à novembre 2019, à la tête du département du territoire et de l'environnement puis de celui de la sécurité et de l'environnement, et députée du canton de Vaud au Conseil national depuis décembre 2019.

## Biographie
Jacqueline Denise de Quattro naît le 24 juin 1960 à Zurich. Elle y suit ses premières années de scolarité, puis déménage en 1971 à Pully. Elle obtient sa maturité fédérale au gymnase de la Cité à Lausanne en 1979, puis une licence en droit à l'Université de Lausanne (UNIL) en 1983. Elle est assistante au Centre du droit de l'entreprise de l'UNIL de 1986 à 1987.
Greffière au tribunal des mineurs, puis au Tribunal cantonal dès 1987, elle s'installe avec sa famille à La Tour-de-Peilz en 1992 lorsqu'elle devient juriste responsable de la bibliothèque du Tribunal fédéral. L'année suivante, elle est nommée greffière au Tribunal fédéral (1re et 2e Cour de droit public).
Elle passe son brevet d'avocat en 2000 et, la même année, fonde une étude d'avocats avec trois associés.
Passionnée d'arts martiaux, elle est ancienne championne suisse de kata,. Sergei Aschwanden est son élève. Le 10 juin 2020, elle est élue membre du comité de la Fédération suisse de judo et ju-jitsu (de), où elle retrouve ce dernier comme président.
Elle est divorcée, et mère de deux filles. Elle est domiciliée à Clarens.

## Parcours politique
En 2005, elle est choisie par le président du parti radical Fulvio Pelli pour reconstruire la stratégie du parti. Elle est élue en 2006 à la municipalité de La Tour-de-Peilz, où elle assume la direction du  dicastère « Sécurité et culture ».
Elle est présidente des Femmes PLR Suisses (de) de 2008 à 2010.

### Conseillère d'État
En 2007, elle est élue au Conseil d'État du canton de Vaud, où elle prend la tête du Département de la sécurité et de l'environnement le 1er juillet 2007. À la suite du remaniement décidé le 3 octobre 2013, elle reprend le Département du territoire et de l'environnement le 1er janvier 2014.
Le 12 novembre 2018, suivant les priorités du Conseil d'État, son département organise les premières « Assises vaudoises du climat », qui visent à lancer l'élaboration d'un « Plan climat vaudois » pour l'atténuation du changement climatique et l'adaptation au changement climatique.
Le 30 octobre 2019, elle annonce sa démission du Conseil d'État pour le 30 novembre 2019, à la suite de son élection au Conseil national.

### Conseillère nationale
Elle siège au Conseil national depuis le 2 décembre 2019. Elle y est membre de la Commission de la politique de sécurité (CPS).
Le 18 novembre 2022, elle se porte candidate à l'investiture de son parti pour succéder à Olivier Français au Conseil des États. Le 9 décembre 2022, les délégués de son parti lui préfèrent son concurrent Pascal Broulis par 213 voix contre 136.